# دو بار در زندگی
دو بار در زندگی (به انگلیسی: Twice in a Lifetime) یک فیلم سینمایی انگلیسی- آمریکایی محصول سال ۱۹۸۵ میلادی به کارگردانی باد یورکین و با بازی جین هکمن در نقش یک کارگر متاهل در میان بحران میانسالی زندگی می کند و دیگر بازیگران این فیلم آن مارگرت ، الن برستین ، ایمی مدیگان ، الی شیدی و برایان دنهی می‌باشند.
این فیلم در تاریخ ۹ ماه مه ۱۹۸۵ در جشنواره بین‌المللی فیلم سیاتل به نمایش در آمد. 